# Maggie (Fernsehserie, 2022)
Maggie ist eine US-amerikanische Comedyserie, die auf dem gleichnamigen Kurzfilm von Tim Curcio aus dem Jahr 2019 basiert. Die Premiere der Serie fand am 6. Juli 2022 auf dem US-Streamingdienst Hulu statt. Ursprünglich sollte die Serie auf dem US-Networksender ABC ausgestrahlt werden, aber aufgrund von Engpässen bei den unbelegten Sendeplätzen wurde beschlossen, die Serie an Hulu weiterzugeben. Im deutschsprachigen Raum erfolgte die Erstveröffentlichung der Serie am 23. November 2022 durch Disney+ via Star als Original.
Im September 2022 wurde die Serie nach einer Staffel abgesetzt.

## Handlung
Die schlagfertige, charmante und gefühlvolle Maggie ist eine Hellseherin. Und nicht, wie manche nun vermuten könnten, eine Betrügerin oder gar Verrückte, nein ganz im Gegenteil, denn gegen ihren Willen prasseln Einblicke in die Zukunft anderer Menschen auf sie ein. Das führt zu allerlei Komplikationen, verzwickten Situationen und energetischen Angriffen seitens der Menschen in ihrem Umfeld, die Maggie sehr belasten. Aus diesem Grund hat Maggie eine Mauer um sich herum errichtet. Doch hinter der zynischen Fassade verbirgt sich eine gutherzige und romantisch veranlagte junge Frau, die inmitten all des Chaos, das sie nebenbei zu ordnen versucht, eigentlich ein „normales“ Leben mit einer gewöhnlichen Beziehung führen möchte, um schließlich die wahre Liebe zu finden. Als Maggie einen seltenen Blick auf ihre eigene Zukunft erhascht, hält sie sich selbst an, endlich ihr gegenwärtiges Leben bewusster zu führen. Maggie findet Unterstützung bei ihrer Familie und ihren Freunden. Ihr Ziel ist es nun, so zu leben wie der Rest von uns und die bestmögliche Zukunft zu schaffen, indem sie nur die Informationen der Gegenwart nutzt.

## Besetzung und Synchronisation
Die deutschsprachige Synchronisation entstand unter der Dialogregie von Cornelia Meinhardt durch die Synchronfirma EuroSync in Berlin.
| Rolle                        | Schauspieler        | Synchronsprecher   |
| ---------------------------- | ------------------- | ------------------ |
| Maggie                       | Rebecca Rittenhouse | Maria Hönig        |
| Benjamin „Ben“ Julio Morales | David Del Rio       | Maximilian Artajo  |
| Louise „Lou“                 | Nichole Sakura      | Magdalena Turba    |
| Amy                          | Angelique Cabral    | Bianca Krahl       |
| Dave                         | Leonardo Nam        | Jan Makino         |
| Angel                        | Ray Ford            | Karlo Hackenberger |
| Jessie                       | Chloe Bridges       | Marieke Oeffinger  |
| Maria                        | Kerri Kenney-Silver | Gundi Eberhard     |
| Jack                         | Chris Elliott       | Axel Malzacher     |

## Episodenliste
| Nr. | Deutscher Titel                                        | Originaltitel                             | Erstveröffentlichung (USA) | Deutschsprachige Erstveröffentlichung (D/A/CH) | Regie               | Drehbuch                              |
| --- | ------------------------------------------------------ | ----------------------------------------- | -------------------------- | ---------------------------------------------- | ------------------- | ------------------------------------- |
| 1   | Die Dinge beginnen, wo sie endeten                     | Things Begin Where they End               | 6. Juli 2022               | 23. Nov. 2022                                  | Natalia Anderson    | Maggie Mull & Justin Adler            |
| 2   | Eine neue Freundschaft steht dir bevor                 | A New Friendship Awaits You               | 6. Juli 2022               | 23. Nov. 2022                                  | Natalia Anderson    | Maggie Mull & Justin Adler            |
| 3   | Du hast die Kontrolle über deine eigenen Emotionen     | You Are The Master Of Your Own Emotions   | 6. Juli 2022               | 23. Nov. 2022                                  | Natalia Anderson    | Solomon Georgio                       |
| 4   | Ein Dinner-Gast wird dich überraschen                  | A Dinner Guest Will Surprise You          | 6. Juli 2022               | 23. Nov. 2022                                  | Lee Shallat-Chemel  | Ceda Xiong                            |
| 5   | Du bist von Natur aus eine gute Mentorin               | You Are A Skilled Mentor By Nature        | 6. Juli 2022               | 23. Nov. 2022                                  | Justin Adler        | Dani Shank                            |
| 6   | Ich sehe ein Baby in deiner Zukunft                    | I See A Baby In Your Future               | 6. Juli 2022               | 23. Nov. 2022                                  | Natalia Anderson    | Tim Curcio                            |
| 7   | Dir steht eine einprägsamen Nacht bevor                | You Will Have a Night to Remember         | 6. Juli 2022               | 23. Nov. 2022                                  | Jaffar Mahmood      | Joe Cristalli                         |
| 8   | Deine Vergangenheit wird deine Zukunft weisen          | Your Past Will Inform Your Present        | 6. Juli 2022               | 23. Nov. 2022                                  | Jude Weng           | Hayley Adams & Joellen Redlingshafer  |
| 9   | Du wirst jemandem bei einer Wagnis helfen              | You Will Help Someone Take A Chance       | 6. Juli 2022               | 23. Nov. 2022                                  | Katie Locke O’Brien | Jesse Esparza                         |
| 10  | Eine mysteriöse Einladung steht dir bevor              | A Mysterious Invitation Awaits You        | 6. Juli 2022               | 23. Nov. 2022                                  | Shiri Appleby       | Max Saltarelli                        |
| 11  | Du wirst einen Verlust erleiden                        | You Will Experience A Loss                | 6. Juli 2022               | 23. Nov. 2022                                  | Ken Whittingham     | Ilana Wernick                         |
| 12  | Das Glück, das du suchst, steckt im Keks eines anderen | The Fortune You Seek Is In Another Cookie | 6. Juli 2022               | 23. Nov. 2022                                  | Molly McGlynn       | Colby Bachiller & Katharine Konietzko |
| 13  | Die Dinge enden, wo sie begannen                       | Things End Where They Began               | 6. Juli 2022               | 23. Nov. 2022                                  | Natalia Anderson    | Maggie Mull                           |

## Rezeption
Auf Rotten Tomatoes fielen 62 % der 13 gesammelten Kritiken zu der Serie positiv aus. Beim Publikum erreichte sie 77 %.
Im deutschsprachigen Raum räumte Jaschar Marktanner auf film-rezensionen.de eine mangelnde Originalität und einige überflüssige Folgen ein, lobte aber dezidiert beinahe den gesamten Cast und sprach der spaßigen Serie insgesamt ein Lob aus.